# Den Sorte Madonna
|  | Der er også et maleri med navnet Den sorte madonna. |
Den Sorte Madonna er en dansk film fra 2007, instrueret af Lasse Spang Olsen.

## Handling
Russisk mafia vil have fat i et billede kaldet "Den Sorte Madonna" (som til forveksling ligner den virkelige Sorte Madonna af Częstochowa). Billedet er selvfølgelig eftersøgt af politiet. I et forsøg på at skjule maleriet sender en af russernes håndlangere (Kurt) maleriet til sin datter Maria. Mafiaen finder ud af at hun har billedet og de prøver at få fat i det. Det danske politi vil også gerne have billedet og returnere det til dets retmæssige ejere. Politimanden Gustav går solo for at redde maleriet, og forfølger Maria hele vejen til Polen. Hovedpersonerne kommer ud i en jagt forfulgt af den russiske mafia, som bruger alle midler for at få fat i maleriet.

## Medvirkende
Blandt de medvirkende kan nævnes:
- Anders W. Berthelsen (Gustav)
- Tuva Novotny (Maria)
- Morten Grunwald (Kurt)
- Birthe Neumann
- Ole Thestrup (Victor)
- Nicolas Bro (Brian)